# ارس سیرا
ارس سیرا (نام علمی: Juniperus grandis) نام یک گونه از سرده ارس است.